# B. J. Young
Pour les articles homonymes, voir Young.
B. J. Young, né le 26 mai 1993 à Florissant au Missouri, est un joueur américain de basket-ball.

## Biographie
Il participe à la NBA Summer League 2013 avec les Rockets de Houston. Plus tard, il signe avec les Rockets, mais les Rockets résigne son contrat.